# رمكو كامبيرت
رمكو كامبيرت (28 يوليو 1929 - 4 يوليو 2022)، هو كاتب وشاعر وكاتب عمود هولندي.

## الجوائز
- 1953 - جائزة «Reina Prinsen Geerligs».
- 1955 - جائزة الشعر لمدينة أمستردام عن فيلم.
- 1956 - جائزة جان كامبيرت عن فيلم.
- 1958 - جائزة آن فرانك عن فيلم.
- 1959 - جائزة Proza لمدينة أمستردام.
- 1960 - جائزة مجلس الفنون في أمستردام.
- 1976 - جائزة PC Hooft عن أعماله الشعرية.
- 1987 - جائزة Cestoda.
- 2011 - جودين جانزينفير.
- 2015 - Prijs der Nederlandse Letteren [4]

## روابط خارجية
- رمكو كامبيرت على موقع IMDb (الإنجليزية)
- رمكو كامبيرت على موقع ميوزك برينز (الإنجليزية)
- رمكو كامبيرت على موقع ديسكوغز (الإنجليزية)
- رمكو كامبيرت على موقع قاعدة بيانات الفيلم (الإنجليزية)